# AEGON

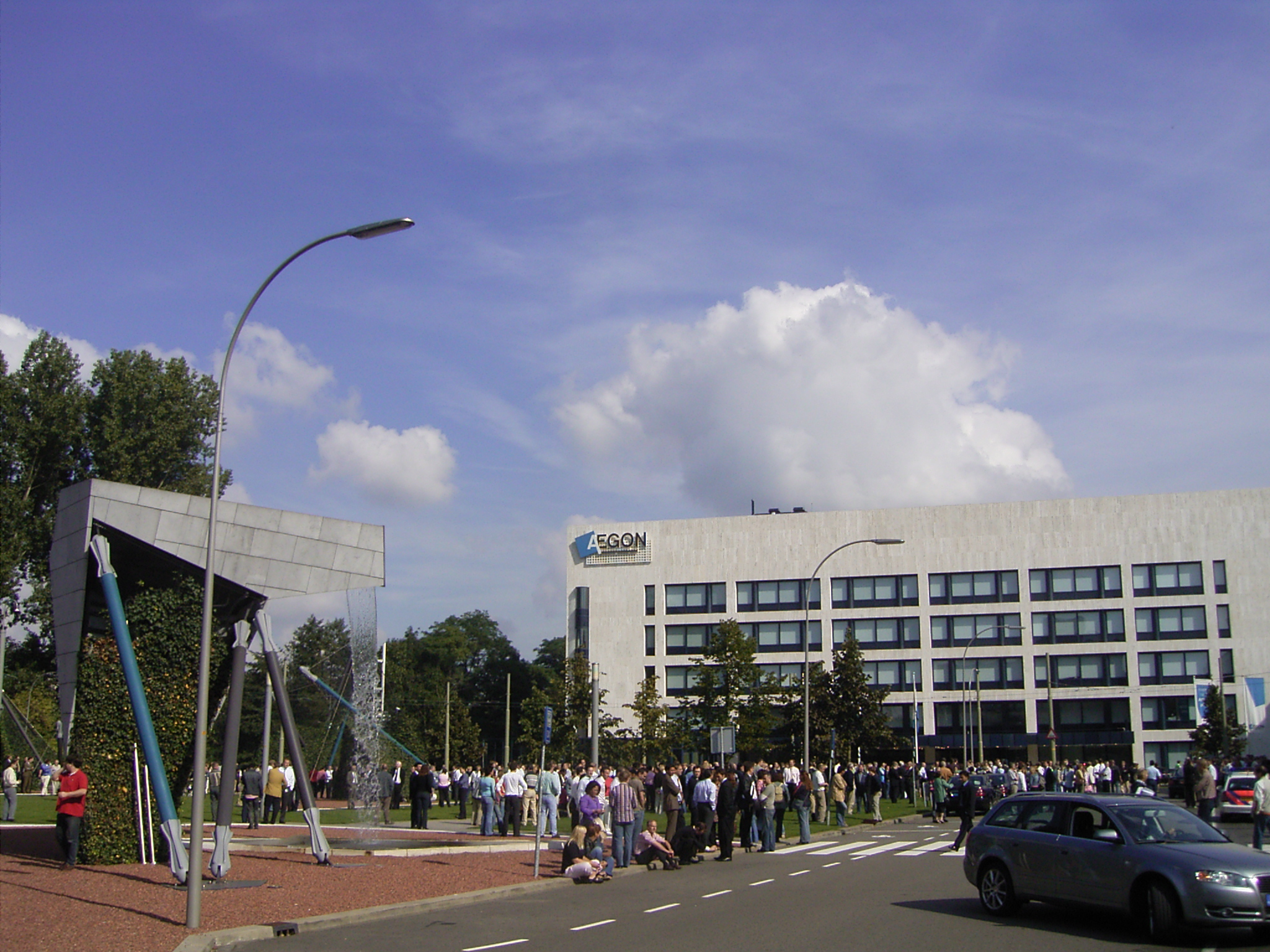
Kantoor van Aegon in Den Haag

Aegon Ltd. is een van oorsprong Nederlands bedrijf, dat in 1983 is ontstaan na de fusie van AGO en Ennia. Aegon heeft activiteiten in meer dan 20 landen in Amerika, Europa en Azië. De onderneming biedt wereldwijd zo'n 24 miljoen klanten levensverzekeringen, pensioenen en vermogensbeheerproducten aan. Medio 2023 zijn de Nederlandse activiteiten van Aegon overgegaan naar ASR Nederland.
Na de transactie met ASR is Aegon nauwelijks meer actief in de Europese Unie en verplaatste de juridische zetel naar Bermuda. Op 30 september 2023 is Aegon N.V. omgezet in de Bermudaanse entiteit Aegon Ltd. Vanaf 1 oktober 2023 staat Aegon onder toezicht van de Bermuda Monetary Authority. AEGON is al jaren beursgenoteerd en maakt deel uit van de AEX-index.

## Activiteiten
Aegon heeft diverse verzekeringsmaatschappijen in volledige eigendom die actief zijn in Verenigde Staten en het Verenigd Koninkrijk (Aegon UK) en een wereldwijde vermogensbeheerder. In de Verenigde Staten is het actief als Transamerica en World Financial  Group, deze laatste heeft ook Canada als werkgebied. Aegon Asset Management beheerde in 2023 een vermogen van € 305 miljard en heeft onder andere pensioenfondsen als klant. Aegon heeft daarnaast ook joint ventures in Spanje en Portugal met Banco Santander als partner, de Volksrepubliek China en Brazilië en partnerships voor het vermogensbeheer in Frankrijk en China. Het is tot slot een eigenaar van een levensverzekeraar uit Bermuda en heeft een strategisch aandelenbelang van bijna 30% in ASR Nederland. In 2023 telde het bedrijf 24 miljoen klanten.
Vereniging Aegon is de grootste aandeelhouder en heeft een belang van bijna 33%.
Onder leiding van bestuursvoorzitter Kees Storm groeide de verzekeraar in de jaren negentig uit tot de lieveling van de Amsterdamse effectenbeurs. Het deed grote overnames zoals in 1999 de Amerikaanse verzekeraar Transamerica voor een bedrag van € 8,6 miljard. De verzekeraar werd een wereldspeler. In 2002 werd bestuursvoorzitter Kees Storm opgevolgd door de Amerikaan Don Shepard, die op zijn beurt in 2008 weer werd opgevolgd door de Nederlander Alex Wynaendts. In 2020 volgt Lard Friese, topman van concurrent verzekeraar NN Group, Wynaendts op.

### Resultaten
Het grote verlies in 2022 is mede een gevolg van het besluit de activiteiten in Nederland af te stoten, dit leidde tot een buitengewone afschrijving van € 1,8 miljard.

Aegon: Omzet en Resultaat 2000-2018

Aegon: Resultaat 2000-2018

| Jaar           | Omzet            | Netto resultaat  |
| -------------- | ---------------- | ---------------- |
| 2000           | € 32,72 miljard  | € 4,15 miljard   |
| 2001           | € 30,67 miljard  | € 1,41 miljard   |
| 2002           | € 29,04 miljard  | € −228 miljoen   |
| 2003           | € 27,53 miljard  | € 938 miljoen    |
| 2004           | € 38,36 miljard  | € 2,16 miljard   |
| 2005           | € 45,51 miljard  | € 2,79 miljard   |
| 2006           | € 47,49 miljard  | € 3,17 miljard   |
| 2007           | € 45,58 miljard  | € 2,55 miljard   |
| 2008           | € 7,53 miljard   | € −1,08 miljard  |
| 2009           | € 46,41 miljard  | € 204 miljoen    |
| 2010           | € 31,61 miljard  | € 1,760 miljard  |
| 2011           | € 29,16 miljard  | € 872 miljoen    |
| 2012           | € 29,327 miljard | € 1,57 miljard   |
| 2013           | € 29,805 miljard | € 849 miljoen    |
| 2014           | € 30,157 miljard | € 1,19 miljard   |
| 2015           | € 31,289 miljard | € 619 miljoen    |
| 2015 (herzien) | € 33,902 miljard | € −523 miljoen   |
| 2016           | € 33,655 miljard | € 586 miljoen    |
| 2017           | € 32,973 miljard | € 2,361 miljard  |
| 2018           | € 28,914 miljard | € 744 miljoen    |
| 2019           | € 28,197 miljard | € 1,528 miljard  |
| 2020           | € 25,657 miljard | € 55 miljoen     |
| 2021           | € 25,209 miljard | € 1,701 miljard  |
| 2022           | € 25,972 miljard | € −2,504 miljard |

## Geschiedenis
De naam Aegon werd in 1983, nadat bijna een jaar was onderhandeld over alle aspecten van de fusie tussen de onderlinge AGO en het beursgenoteerde Ennia, door beide besturen na een gezamenlijke boottocht gekozen. "Er was naar die naam onderzoek gedaan," aldus toenmalig bestuursvoorzitter Kees Storm die namens AGO nauw bij de onderhandelingen was betrokken. "Dat had uitgewezen dat het als een Griekse naam met een chique uitstraling werd gezien: degelijk, keurig en solide." (De naam Aegon komt voor in het herdersgedicht Bucolica van Vergilius).
De naam 'AEGON' is een acroniem van de vijf belangrijkste rechtsvoorgangers die in AGO of Ennia zijn opgegaan: Algemeene Friesche, Eerste Nederlandsche, Groot-Noordhollandsche, OLVEH en NILLMIJ. De Algemeene Friesche, de Groot-Noordhollandsche en de OLVEH hadden in 1968 AGO gevormd. De NILLMIJ en de Eerste Nederlandsche waren in 1969 gefuseerd tot ENNIA. Omdat de naam 'Ennia' toen al goed ingeburgerd was op de Nederlandse Antillen en Aruba koos de maatschappij ervoor om deze naamsverandering daar niet toe te passen. In 1998 verkocht AEGON haar belangen in Ennia Caribe; het bedrijf is inmiddels eigendom van een buitenlandse investeringsmaatschappij.
De oudste rechtsvoorganger van Aegon is De Broederlijke Liefdesbeurs, die in 1759 als eerste Nederlandse coöperatieve uitvaartverzekeraar werd opgericht in Haarlem en in 1952 werd opgeslokt door 'De Groot-Noordhollandsche van 1845' (Groot-NoordHollandsche Vereeniging van levensverzekering en lijfrente), die in 1968 opging in AGO. In totaal telden Ago en Ennia 18 rechtsvoorgangers.
Toen AGO en Ennia fuseerden werd de combinatie de tweede verzekeraar van Nederland met een gezamenlijke omzet van ruim zeven miljard gulden en een totale personeelsomvang van circa 7800 personen. Beide ondernemingen opereerden voornamelijk in Nederland, maar hadden in de jaren daarvoor belangen verworven in de Verenigde Staten. Ze hadden vier hoofdredenen om samen te gaan. Ze wilden door de fusie hogere omzetten binnen bereik brengen, de kosten verminderen, verder internationaliseren en zich een betere positie op de kapitaalmarkt verschaffen.
In 1987 nam Aegon de Friesch-Groningsche Hypotheekbank (FGH) over. Het ging om een reddingsactie want FGH stond aan de financiële afgrond. Tien jaar later werd FGH verkocht voor ƒ 700 miljoen aan de Duitse Bayerische Vereinsbank, de huidige HypoVereinsbank.
Dexia Bank had ambitieuze plannen in Nederland en nam in augustus 2000 op het hoogtepunt van de markt Bank Labouchère over van Aegon. De overnamesom bedroeg € 900 miljoen. Aegon wilde zich volledig concentreren op verzekeringen en pensioenen en was al langer op zoek naar een koopkandidaat voor Labouchere. Bij Labouchere werkten 700 mensen en had zo’n € 10 miljard in beheer. Tot Labouchere behoorden ook aandelenlease-specialist Legio Lease en internetbroker Alex. Na de verkoop kwam de aandelenlease-affaire aan het licht. Dexia daagde Aegon voor de rechter en in 2005 betaalde Aegon € 218 miljoen aan Dexia, zonder schuld te bekennen, om een langdurig zakelijk geschil te voorkomen.
Als een gevolg van de kredietcrisis gaf in 2008, vergelijkbaar met de kapitaalinjectie door de overheid in de ING Groep, Aego 750 miljoen non-voting securities uit aan Vereniging AEGON tegen € 4 per stuk. Vereniging Aegon kreeg op haar beurt, tegen dezelfde voorwaarden en condities als Aegon, geld van de Nederlandse overheid. De transactie had een waarde van € 3 miljard. De Nederlandsche Bank rangschikte deze waardepapieren onder Tier-1 kernkapitaal. De Nederlandse Staat had dezelfde rangorde als houders van gewone aandelen, maar de verwatering voor bestaande aandeelhouders was beperkt. In juni 2011 heeft Aegon de terugbetaling aan de Staat afgerond en de laatste € 1,125 miljard overgemaakt. In totaal heeft Aegon € 4,1 miljard aan de Staat betaald, waarvan € 3 miljard aan aflossing en € 1,1 miljard aan premie en rente.
In 2016 werd aangekondigd dat Aegon haar zakelijke schadeportefeuille aan Allianz Benelux verkoopt. In 2017 verkocht Aegon de Unirobe Meeùs groep, met onder meer de merken Meeùs, Kröller en IAK, aan Aon Nederland.
In november 2020 verkocht Aegon zijn Centraal- en Oost-Europese tak aan de Oostenrijkse branchegenoot Vienna Insurance Group (VIG). Het gaat om de activiteiten in Hongarije, Polen, Roemenië en Turkije. VIG betaalt hiervoor € 830 miljoen en Aegon gaat hiermee schulden aflossen. De nieuwe topman Lard Friese wil alleen actief zijn in landen en activiteiten waarmee Aegon voldoende rendement kan maken. Op 1 juni 2023 werd deze verkooptransactie afgerond.
Op 27 oktober 2022 maakte ASR Nederland de overname bekend van de Nederlandse activiteiten van Aegon. Na de overname behoort ASR, naast de NN Group, tot de grootste verzekeraars van het land. De overnamesom was 4,9 miljard euro, waarvan een deel werd voldaan in aandelen. Aegon is met een aandelenbelang van 29,99% de grootste aandeelhouder van ASR Nederland. ASR wordt de merknaam, al blijft de naam Aegon nog drie jaar in gebruik voor pensioenen en hypotheken. In 2022 behaalde Aegon in Nederland bruto premie-inkomsten van  €1,6 miljard en telde 3600 werknemers. De toezichthouders hebben in juli 2023 toestemming gegeven.
Op 30 september 2023 is Aegon NV omgezet in Aegon Ltd. Hiermee werd Bermuda de juridische standplaats van de verzekeraar en vanaf 1 oktober 2023 valt Aegon Ltd onder toezicht van de Bermuda Monetary Authority.